# Sebayt
Sebayt(transcrição do Manuel de Codage: sbA.yt) é o termo egípcio antigo para um gênero de literatura faraônica. A palavra significa literalmente "ensinamentos" ou "instruções" e se refere a ensinamentos éticos formalmente escritos focados na "maneira de viver verdadeiramente".

## Exemplos
A maioria dos Sebayt são preservados em rolos de papiro que são cópias de trabalhos anteriores. Quatro importantes exemplos de Sebayt são preservados no Papiro de Prisse, dois rolos de papiro no Museu Britânico, o Papiro de Insider e o Placa Carnarvon 1 no Cairo. Este gênero tem muito em comum com a literatura sapiencial em outras culturas, e é, por exemplo, comparável com o Livro dos Provérbios do Antigo Testamento que tem sido em parte ligado às Instruções de Amenemope.
Muitos dos primeiros sebayt afirmam ter sido escritos no terceiro milênio a.C., durante o Império Antigo, mas atualmente há consenso de que eles foram verdadeiramente compostos mais tarde, começando no Império Médio (c.1991-1786 a.C.). Essa atribuição fictícia aos autores de um passado mais distante destinava-se a dar aos textos maior autoridade.
Sebayt eram um gênero de vida longa, com novas composições continuamente aparecendo bem na era romana. Algumas instruções individuais, como o Ensinamento de Amenemés I (escrito por volta de 1950 a.C.) foram continuamente copiados e transmitidos por mais de 1500 anos.
Talvez o mais conhecido sebayt é aquele que afirma ter sido escrito por Ptaotepe, o vizir do monarca Tanquerés da V dinastia que governou de 2388 a 2356 a.C.. O sebayt de Ptaotepe é muitas vezes chamado de O Ensinamento de Ptaotepe, ou as Máximas do Bom Discurso (sendo esta última uma frase usada como auto-descrição no próprio sebayt). O ensinamento aparece no Papiro de Prisse da XII dinastia junto com o fim das Instruções de Kagemni. Outro sebayt conhecido foi atribuído ao do eticista da IV dinastia egípcia chamado Radjedef. Apenas alguns fragmentos sobrevivem de sua Instrução.
Dois sebayt são atribuídos aos próprios governantes egípcios. O primeiro deles é intitulado Ensino para o Rei Merikare, que viveu durante o Primeiro Período Intermediário (2150-2040 a.C.). O documento afirma ser escrito pelo pai de Merykare, o monarca precedente. No entanto, como Merykare e seu pai eram reis dos períodos instáveis da X dinastia, quase nada mais se sabe sobre eles, e é muito provável que o texto tenha sido composto em um período posterior.
O outro ensinamento real é as Instruções de Amenemhat. Este sebayt foi supostamente de autoria de Amenemés I, o fundador da XII dinastia egípcia que governou de 1991-1962 a.C., mas foi composto provavelmente após sua morte. Embora não atribuídos a um faraó, os Ensinamentos Lealistas enfatizam as virtudes de permanecerem obedientes e respeitosos ao governante do Egito.